# Cyclanthaceae

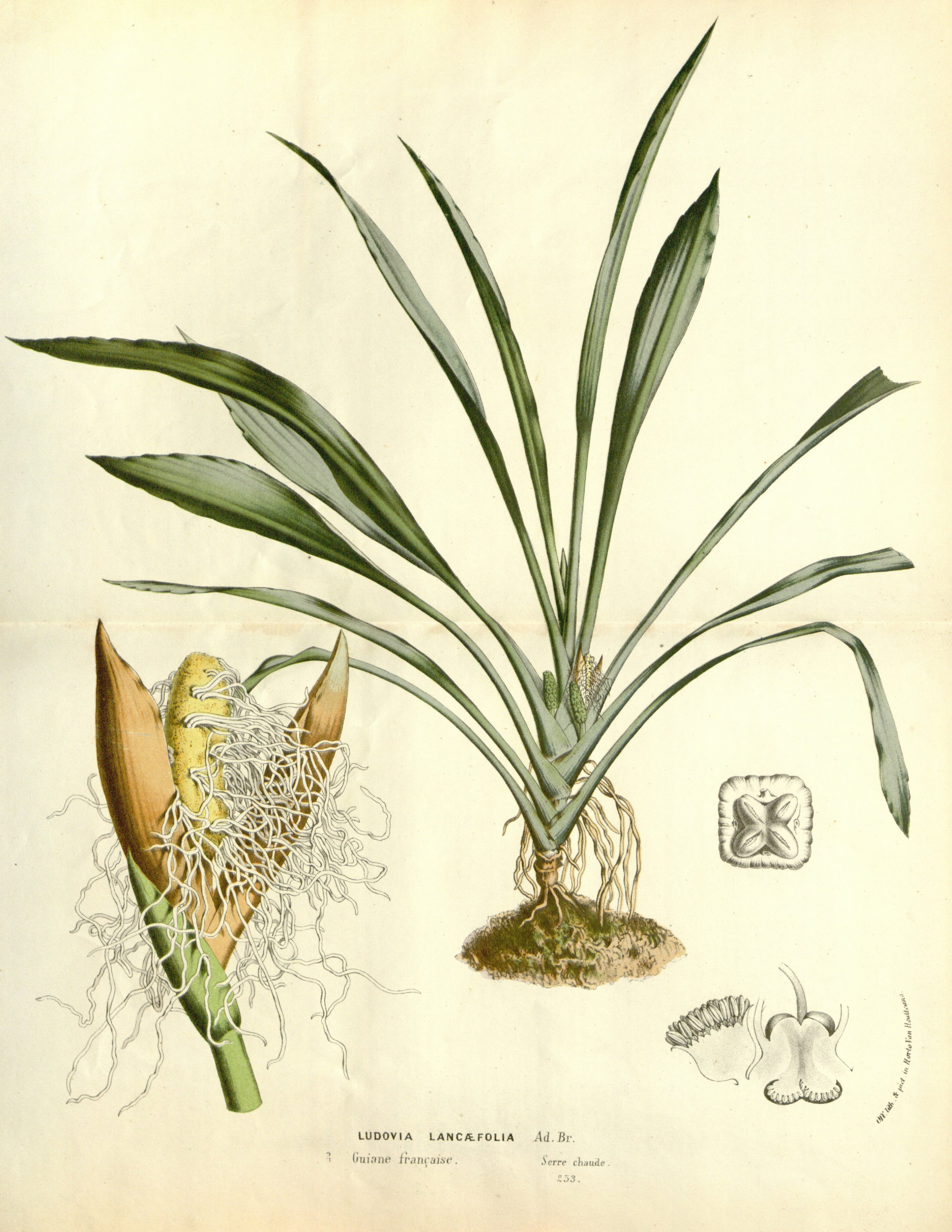
Ilustración de Ludovia lancifolia

Las ciclantáceas (nombre científico Cyclanthaceae) son una familia de plantas monocotiledóneas parecidas a las palmeras, que se pueden diferenciar de ellas por sus pecíolos que usualmente son notablemente más blandos y pueden ser redondeados. Nativas del trópico de América del Sur y Central, poseen hojas grandes, pecioladas, plicadas, dentadas o profundamente divididas. La inflorescencia es un espádice y las flores tienen un ovario más o menos ínfero. La familia es reconocida por sistemas de clasificación modernos como el sistema de clasificación APG III (2009) y el APWeb (2001 en adelante), que luego de los análisis moleculares de ADN la ubicaron sin lugar a dudas en el orden Pandanales.

## Descripción
Son hierbas de vida perenne, algo parecidas a palmas, terrestres, enraizadas en el suelo y trepando por medio de las raíces o estrictamente epífitas; tallos cortos a lianoides; plantas monoicas. Hojas dísticas o arregladas en espiral, láminas usualmente plegadas, usualmente bífidas, rara vez palmadamente divididas o enteras, 1- o 3-acostilladas (incluyendo la costilla central siempre presente y a veces con una costilla lateral basal simple a cada lado de la lámina, mejor apreciadas en el envés de la hoja); pecíolos a menudo ligeramente aplanados en la haz, a veces lateralmente aplanados (elípticos), a veces ausentes y la vaina formando un pecíolo falso. Inflorescencias de un solo espádice envuelto en 2–11 espatas generalmente caducas en la antesis; flores numerosas, pequeñas y tupidas, las pistiladas rodeadas por las estaminadas que son más largas, o las flores (en Cyclanthus) connadas en ciclos alternos estaminados y pistilados o raramente en espiral con flores individuales no discernibles; flores estaminadas con tépalos a modo de falanges, inconspicuos (generalmente con gotas resinosas abaxiales), surgiendo del margen del receptáculo aplanado o infundibuliforme, estambres numerosos, dehiscencia longitudinal; flores pistiladas 4-meras, tépalos coriáceos con estaminodios filamentosos adaxialmente unidos a la base de cada tépalo, estigmas formando una cruz diagonal a las esquinas del cuadrado formado por los tépalos y a veces proyectados entre estas. Frutos libres a connados, frecuentemente abayados, a menudo con dehiscencia circuncísil, formando un sincarpo cilíndrico o a veces globoso; semillas pequeñas, angostamente elípticas a oblongas, aplanadas o teretes, numerosas.

## Taxonomía
La familia fue descrita por Poit. ex. A.Rich. y publicado en Dictionnaire classique d'histoire naturelle 5: 222. 1824. El género tipo es: Cyclanthus
Introducción teórica en Taxonomía
Véase también Filogenia
La familia fue reconocida por el APG III (2009), el Linear APG III (2009) le asignó el número de familia 50. La familia ya había sido reconocida por el APG II (2003).
La lista de géneros, según el Royal Botanic Gardens, Kew (visitado en enero del 2009):
- Asplundia Harling, Acta Horti Berg. 17: 41 (1954), nom. cons.

América tropical.
- Carludovica Ruiz & Pav., Fl. Peruv. Prodr.: 146 (1794).

Sur de América tropical.
- Chorigyne R.Erikss., Nordic J. Bot. 9: 33 (1989).

América Central.
- Cyclanthus Poit. ex A.Rich. in J.B.G.Bory de Saint-Vincent, Dict. Class. Hist. Nat. 5: 221 (1824).

América tropical.
- Dianthoveus Hammel & G.J.Wilder, Ann. Missouri Bot. Gard. 76: 113 (1989).

Oeste de Sudamérica.
- Dicranopygium Harling, Acta Horti Berg. 17: 43 (1954).

América tropical.
- Evodianthus Oerst., Vidensk. Meddel. Naturhist. Foren. Kjøbenhavn 1857: 194 (1857).

Centro y sur de América tropical a Trinidad.
- Ludovia Brongn., Ann. Sci. Nat., Bot., IV, 15: 361 (1861), nom. cons.

Centro y sur de América tropical
- Schultesiophytum Harling, Acta Horti Berg. 18: 260 (1958).

Oeste de Sudamérica.
- Sphaeradenia Harling, Acta Horti Berg. 17: 3 (1954).

Centro y sur de América tropical.
- Stelestylis Drude in C.F.P.von Martius & auct. suc. (eds.), Fl. Bras. 3(2): 229 (1881).

Norte de Sudamérica, este de Brasil.
- Thoracocarpus Harling, Acta Horti Berg. 18: 254 (1958).

Centro y sur de América tropical.

## Importancia económica
Probablemente la más conocida de las especies de esta familia es Carludovica palmata, ya que sus hojas jóvenes se utilizan para hacer sombreros Panamá.